# Ebbw River
Der Ebbw River (auch River Ebbw, walisisch: Afon Ebwy) ist ein rechter Nebenfluss des River Usk in Südwales. Er entsteht durch den Zusammenfluss des Ebbw Fawr River und des Ebbw Fach River in Aberbeeg, Llanhilleth, Blaenau Gwent County Borough. In südlicher Richtung durchfließt er anschließend unter anderem Newbridge, Abercarn und Risca, bevor er in Newport westlich des Hafens der Stadt in den River Usk mündet. Dieser mündet wenig später in den Ästuar des Severn, der zum Bristolkanal wird.

## Geographie

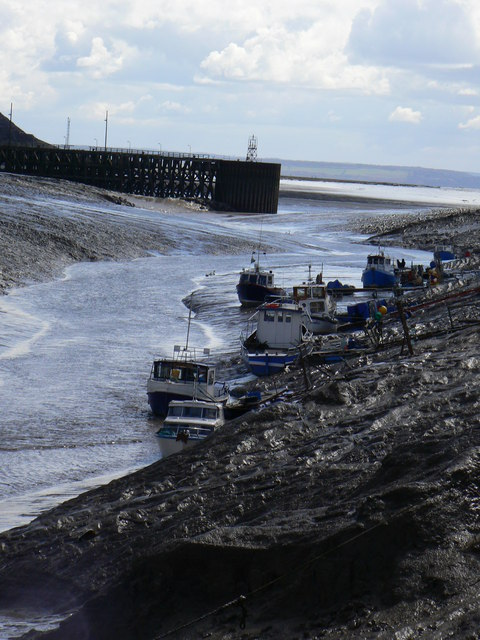
Die Mündung des Ebbw River in Newport (Gwent)

Der Ebbw River entsteht in der Ortschaft Aberbeeg, die zur Community Llanhilleth in Blaenau Gwent County Borough gehört, durch den Zusammenfluss des Ebbw Fawr River und des Ebbw Fach River. Beide Flüsse kommen aus nördlicher Richtung aus den South Wales Valleys; der Ebbw Fawr River entspringt nördlich von Ebbw Vale, der Ebbw Fach River im Gebiet der Kleinstadt Blaina. Teilweise wird der Ebbw Fawr River mit dem Ebbw River gleichgesetzt, womit dieser bereits eben nördlich von Ebbw Vale entspringen würde. Anschließend fließt der Ebbw River in südlicher Richtung durch das Ebbw Valley, wobei er von der A467 road und der Ebbw Valley Line begleitet wird. Wenige hundert Meter südlich von Aberbeeg durchfließt der Fluss Llanhilleth, als linke Nebenflüsse stoßen dabei mit dem Nant Cyffin und dem Nant y Cnyw und auf der anderen Flussseite mit dem Nant Brunant und dem Nant Gwynt erste Zuflüsse hinzu. In Folge gibt es mehrere weitere ähnlich kleine Zuflüsse, beispielsweise bis zum Durchfluss durch die Ortschaft Crumlins der Trinant. Zwischen Llanhilleth überquert zudem mehrfach die A467 road den Fluss, innerhalb Crumlins ist dies auch für die Eisenbahnlinie der Fall. Des Weiteren gibt es mehrere Straßen- und Fußgängerbrücken, unter anderem von der Regionalstraße B4251 road, die den Fluss kurz nach der Eisenbahnbrücke in Crumlin überquert. An Stelle der Eisenbahnbrücke stand früher das Crumlin-Viadukt.
Ab Crumlin verläuft die Eisenbahnlinie flussabwärts gesehen rechts des Flusses und die A467 road links. In dieser Konstellation durchfließt der Ebbw River Newbridge, in dem der Nant Gawni hinzufließt und an dessen Ausgang der Fluss von der A472 road überquert wird. Südlich von Newbridge folgt die Kleinstadt Abercarn, in der die Eisenbahnlinie den Fluss zweimal überquert und sowohl der Nant Pennar als auch der Nant Gwyddon zum Ebbw River hinzufließen. Anschließend münden im Dorf Cwmcarn mit dem Nant y Crochan und dem Nant Carn zwei weitere Zuflüsse in den Ebbw River, der nun bis Crosskeys parallel zum Monmouthshire Canal verläuft, ehe der Fluss in Crosskeys erneut sowohl von der Eisenbahnstrecke als auch von der Fernstraße überquert wird. In Crosskeys mündet mit dem Sirhowy River auch der größte Nebenfluss in den Ebbw River. Kurz hinter Crosskeys durchfließt der Ebbw River nun Risca und die Community Rogerstone, wobei der Fluss damit in das Stadtgebiet von Newport gelangt. Innerhalb der Stadt wird der nach Südosten strebende Fluss mehrfach von der A467 road und vom M4 motorway sowie mit dem Bassaleg Viaduct von der Rumney Railway überquert. Nachdem der Fluss entlang des Tredegar Parks mit dem Tredegar House sowie vorbei am Tredegar Hillfort weiter durch Newport geflossen ist, wird er von der South Wales Main Line überquert, bevor er westlich an den Municipal Landfills und den Newport Docks vorbeifließt und westlich des Hafens von Newport in den River Usk mündet.

## Geschichte
Die erste Erwähnung des Flusses ist datiert auf das Jahr 1101 als Eboth, später wird der Fluss unter anderem als Ebouith bezeichnet. Der Name kommt wohl vom Begriff Ebwydd, was auf einen Vergleich mit einem Wildpferd hindeuten könnte („eb“ bezieht sich auf ein Pferd). Der Ebbw River selbst ist Namensgeber für Ebbw Vale. Der Fluss wurde im Laufe der Zeit begradigt beziehungsweise mit sogenannten Flood walls begrenzt. Insbesondere mit der Industrialisierung wurde die Gegend um den Ebbw River industriell durch die Schwerindustrie genutzt, insbesondere durch die Kohlewirtschaft. So kommen in der Gegend um den Fluss verschiedenste Mineralien vor. Von den Umweltfolgen aus dieser Zeit hat sich der Fluss mittlerweile aber wieder erholt. Heutzutage ist der Fluss wegen des großen Vorkommens an Bachforellen unter Anglern beliebt.